# Fritz Müller
Johann Friedrich Theodor Müller, também conhecido como Fritz Müller e Müller-Desterro (Windischholzhausen, 31 de março de 1822 – Blumenau, 21 de maio de 1897), foi um naturalista, botânico e professor de matemática e ciências naturais teuto-brasileiro. Em 1864 Müller foi um pioneiro no apoio factual à teoria da evolução de Charles Darwin com o livro Für Darwin. Nesta obra Müller apresenta seus estudos com crustáceos brasileiros e a coerência de seus resultados com a teoria que havia sido proposta recentemente por Darwin.

## Biografia
Filho do pastor protestante Johann Friedrich Müller, sendo seu avô materno o químico Johann Bartholomäus Trommsdorff.
Fritz Müller foi aprendiz de botânica desde 13 anos de idade até o fim do colegial. Em 1840 foi para Naumburg trabalhar numa butique. Em 1841 estudou matemática e história natural na Universidade de Berlim, formando-se no final de 1844 em filosofia. Em 1845 volta a Erfurt como professor ginasial, ensinando álgebra e história natural. Em 1845, Fritz Müller inicia o estudo de medicina em Greifswald, não se formando devido ao seu ateísmo, que o levou a não querer jurar a Deus, pedindo para fazer o juramento judaico, que lhe foi negado.
Ele foi filiado por carta a “Comunidade Livre” formada e comandada por Gustav Adolf Wislicenus (1803-1875) em Halle. Grupo que era contra a tutela espiritual feita pela Igreja Protestante, e a sua vinculação ao Estado Absolutista. Neste grupo houve a filiação dos chamados iluministas luteranos, católicos e descontentes com o Estado Absolutista. Era também membro de um clube democrático, que sofreu perseguições governamentais, assim como as “comunidades livres”.
Provavelmente, para fugir das perseguições governamentais devido a frustrada Revolução de 1848, Fritz Müller se muda para Pomerânia Ocidental, para trabalhar de 1849 a 1852 como professor particular. Em 1852, imigra para o Brasil, juntamente com uma leva de descontentes com a Revolução de 1848.
Em 1852, Fritz Müller e sua família se estabelecem na Colônia Blumenau. Em 1855, Hermann Blumenau  entra em contato com o Presidente da província João José Coutinho, para recomendar Fritz Müller e o seu irmão Herman Müller para assumirem como professores do novo colégio que o Presidente de Província desejava fundar. O motivo da recomendação era o temor que Hermann Blumenau tinha da influência nos colonos da irreligiosidade dos irmãos.
Além de representar um dos naturalistas mais importantes de sua época, Fritz Müller foi o primeiro a testar em campo as ideias de Darwin. Utilizou como objetos de estudo crustáceos marinhos, o que resultou em estudos comparativos de embriologia, ontogenia, ecologia, fisiologia e morfologia.
Estes estudos foram realizados no litoral de Santa Catarina, mais especificamente na “Praia de Fora”, em Florianópolis (antiga Desterro), praia esta hoje tomada pela Avenida Beira Mar Norte. Em seu estudo pioneiro com crustáceos, Fritz Müller realizou uma série de observações extraordinárias, que culminaram com o descobrimento de muitos fatos novos, principalmente no que se refere ao seu desenvolvimento.
O fruto deste longo e minucioso estudo resultou num livro de excepcional riqueza de observações originais, intitulado Für Darwin (Pró-Darwin).
O livro foi publicado em Leipzig, Alemanha, em 1864 (por W. Engelmann), cinco anos apenas após a publicação da “Origem das Espécies“ de Darwin e ajudou a propagar e defender a teoria darwiniana, que tinha suscitado forte reação contrária neste país.

### Docência
Entre 1857-1864, Fritz Müller assumiu a cadeira de matemática no Colégio Liceo (1857-1864), ministrando, também, aulas de ciências naturais (Zoologia, Botânica e Química) por um curto período de tempo. Em 1859, o presidente da província, João José Coutinho, destinou a quantia de 500$000 réis para o professor Fritz Müller adquirir na Europa utensílios e equipamentos para instalar um pequeno laboratório de Física e Química, para que as Ciências Naturais fossem ensinadas de forma prática e moderna.  Além desse laboratório, o Liceo também passou a ter um jardim botânico, administrado pelo naturalista Fritz Müller. Em 1860, ocorre a mudança de João José Coutinho, por Araújo Brusque. Este fecha o laboratório e vende os instrumentos. O fechamento do laboratório foi parte do combate ao Colégio Liceo realizada em sua maioria por comerciantes e políticos locais, que temiam o fato de haver luteranos (Ricardo Becker, Carlos Parucher, Bukart e Fritz Müller) ministrando aulas, em um colégio laico subsidiado pelo governo da Província de Santa Catarina.
O colégio foi oficialmente fechado em 1864, entretanto Fritz Müller, Amphiloquio Nunes e João José das Rosas Ribeiro de Almeida continuaram ministrando aulas em uma sala alugada pelo governo da província até o ano de 1867. Neste ano, os professores foram despedidos oficialmente, entrementes tentaram reaver seus cargos, buscando reverter judicialmente a decisão de substituição do Colégio Liceo pelo Colégio Santíssimo Salvador (1865-1869), mantido por jesuítas italianos. E, reivindicando o cargo de professor vitalício que tinham direito por terem realizado concurso público e estarem há mais de quatro anos ministrando aulas. No processo fica decidido que o professor Fritz Müller seria alocado no cargo de Naturalista da Província, em detrimento do cargo de professor vitalício.

## Influência

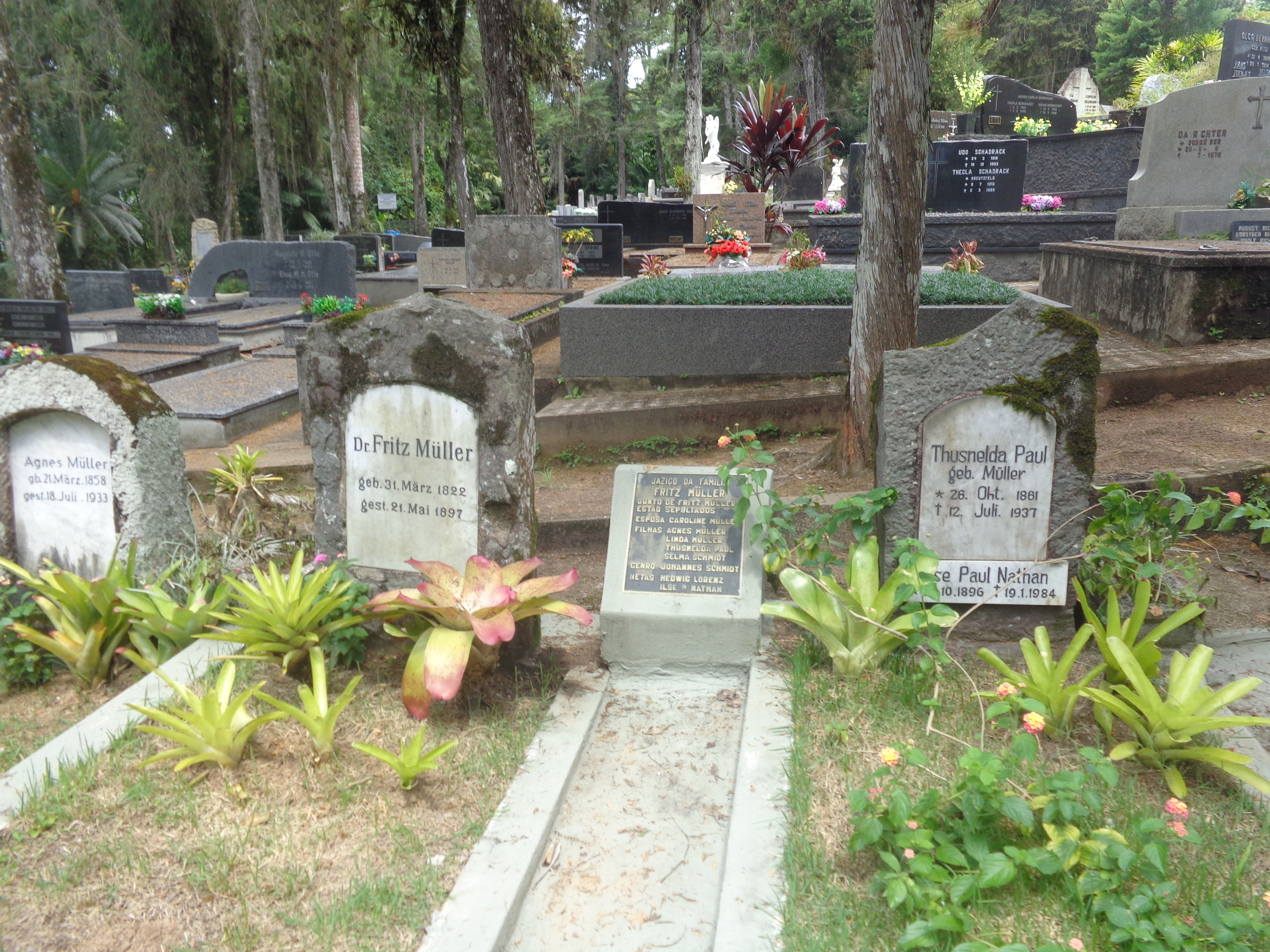
Sepultura no Cemitério da Comunidade Evangélica de Blumenau

Fritz Müller trocou cartas com diversos cientistas de todo o mundo. Foi reconhecido mundialmente pela publicação “Für Darwin” (Para Darwin - ano 1864), cinco anos após Charles Darwin publicar “A origem das espécies”. No livro, Fritz Müller apresenta argumentos que corroboram a teoria evolucionista, através de um estudo empírico sobre crustáceos na Ilha de Santa Catarina. Foi o primeiro cientista a apresentar modelos matemáticos para elucidar a seleção natural e fornecer provas contundentes da mesma. Foi chamado por Darwin de “o príncipe dos observadores”, sendo citado mais de dezessete vezes nas edições posteriores do “origin”. Darwin enviou aproximadamente trinta e nove cartas a Fritz Müller. Fritz Müller, possivelmente, trinta e quatro. Fritz Müller publicou na Europa mais de duzentos e quarenta e oito artigos científicos, levando a flora e fauna catarinense ao conhecimento dos europeus.
Um registro feito por Gustav Stutzer, em 1885 nos mostra a simplicidade e a sabedoria de Fritz Müller:
"Descalço, sem sandálias. Seu corpo magro e alto, vestido com calça branca de sarja, amarrada na cintura com um cinto preto, ali pendurado um facão. O peito semicoberto com uma larga camisa branca e a cabeça coberta por um chapéu de palha. Uma comprida bengala acompanhava seus passos vagarosos. Toda a figura dava a impressão de um autônomo, no entanto a mala verde, coletora, que levava nas costas fazia saber que tratava-se de um colecionador. Tratava-se de Fritz Müller, valioso colaborador de Darwin e toda a Ciência Natural lhe deve ser grata."
O Museu de Ecologia Fritz Müller - localizado na cidade de Blumenau, bairro Vorstadt - foi inaugurado em 1936, onde era sua casa, para contar a história de Fritz Müller. O local conta com diversas pesquisas, objetos pessoais, animais taxidermizados, insetários, fósseis e ossos de espécies em extinção e é aberto à comunidade geral.

## Publicações selecionadas
- Fritz Müller (1869), Facts and Arguments for Darwin (em inglês), traduzido por William Sweetland Dallas, Londres: John Murray, Wikidata Q5428802
- Fritz Müller (1859). Polypen und Quallen von Santa Catharina (em alemão). [S.l.: s.n.]